# جامع جامليجة
جامع جامليجة (بالتركية: Çamlıca Camii)‏، يقع في منطقة أسكدار باسطنبول. هو أكبر مسجد في آسيا الصغرى. بدأ البناء في 29 مارس 2013م مع أعمال الحفر وافتُتح يوم 1 يوليو 2016م. بدأت جمهورية تركيا مشروع بناء أكبر مسجد في تاريخها، مع ملحقاته على مساحة 15000 م2، ويتكون من 10 مبانٍ مغلقة بسعة 37500 آلاف شخص مصلٍ و5 أماكن مفتوحة في فناء المسجد ومجموع مآذنه 6 مآذن.
بلغت تكلفة المسجد 110 مليون دولار أمريكي (حوالي 550 مليون ليرة تركية في ذلك الوقت). بدأ التخطيط لبناء مسجد جامليجة في عام 2000 وأشرفت عليه المهندستان المعماريتان بهار مزراك وخيرية غول توتو. فاز تصميمهما بالجائزة الثانية في مسابقة كانت تهدف إلى تقديم هيكل مناسب للمشروع.
افتتح المسجد رسميًا في 3 مايو 2019 من قبل الرئيس التركي رجب طيب أردوغان. حضر الحفل العديد من القادة الدوليين بما في ذلك الرئيس السنغالي ماكي سال والرئيس الغيني ألفا كوندي والرئيس الألباني إيلير ميتا ورئيس الوزراء الفلسطيني محمد اشتية وشخصيات أجنبية أخرى.
كان مسجد جامليجة هو المسجد الثالث في تركيا الذي يحتوي على ستة مآذن، بعد مسجد السلطان أحمد (المسجد الأزرق) في إسطنبول ومسجد صابانجي في أضنة.
وفي عام 2022، بدأ العمل لإضافة خط مترو M5 من أسكدار يشمل التوقف عند مسجد جامليجة.

## التسمية
كلمة «جام» (بالتركية: çam)‏ بالتركية تعني «صنوبر»، واللاحقة «لي Li» تفيد معني «يَاءُ النِّسْبَةِ» في اللغة العربية، فتكون Çamlı معناها «صنوبرية»، واللاحقة «جة» "Ca" لها عدة معاني قد يفيد إحداها معنى «على نحو تام» أو «جدا» أو «تماما» أو «فعلا» كما أنها تُفيد معنى «الصفة أو الحال».
فيكون معني «جامليجة هو Çamlıca» هو: «الصنوبرية» أو «ذات الصنوبر».
ويُلاحظ من زار هضبة جامليجة وجود أشجار الصنوبر بكثرة، ويمكن رؤية «مخروط الصنوبر» منتشر بكثرة على أشجار الصنوبر هناك، ويمكن جمع الساقط منه على الأرض.

## العمارة
بدء المشروع المهندس المعماري «حاجي محمد غونر»، وصمم المشروع مهندستان معماريتان: «بحر مزراق» و«خيرية غول طوطو».
تبلغ مساحة الجامع الكلية 15000 مترمربع، ويسع 37500 شخص، ويتم صبّ أرضية الجامع بشكل متين جدا، حيث سيتمكن 50000 شخص من الصلاة فيه في آن واحد.
تم بناء أقسام كبيرة داخل الجامع منها:
- متحف الآثار الإسلامية التركية الذي تبلغ مساحته 11 ألف متر مربع.
- معرض الفنون ومساحته 3500 مترمربع.
- المكتبة وتبلغ مساحتها 3000 مترمربع.
- قسم كبير لكراج السيارات ومساحته 3500 متر مربع.
- تم بناء منارات الجامع القبب.
- تم بناء صالة المؤتمرات.[1]

للجامع 6 مآذن، 4 منها بطول 107,1 متر واثنتان بطول 90 متر. وارتفاع القبة 72 متر وقطرها 34 متر، وبهذا ستكون أكبر قبة في تاريخ الجمهورية التركية.
وسيتم تخصيص مساحة 30 دونم حول الجامع، حيث سيتمكن المواطنون من التنزّه فيها والاستمتاع بمنظر إطلالتها التي تعتبر من أجمل إطلالات إسطنبول.
يجري العمل على شق نفق بطول 3 كم للتسهيل الوصول إلي المسجد.

## معرض الصور

المدخل الرئيس
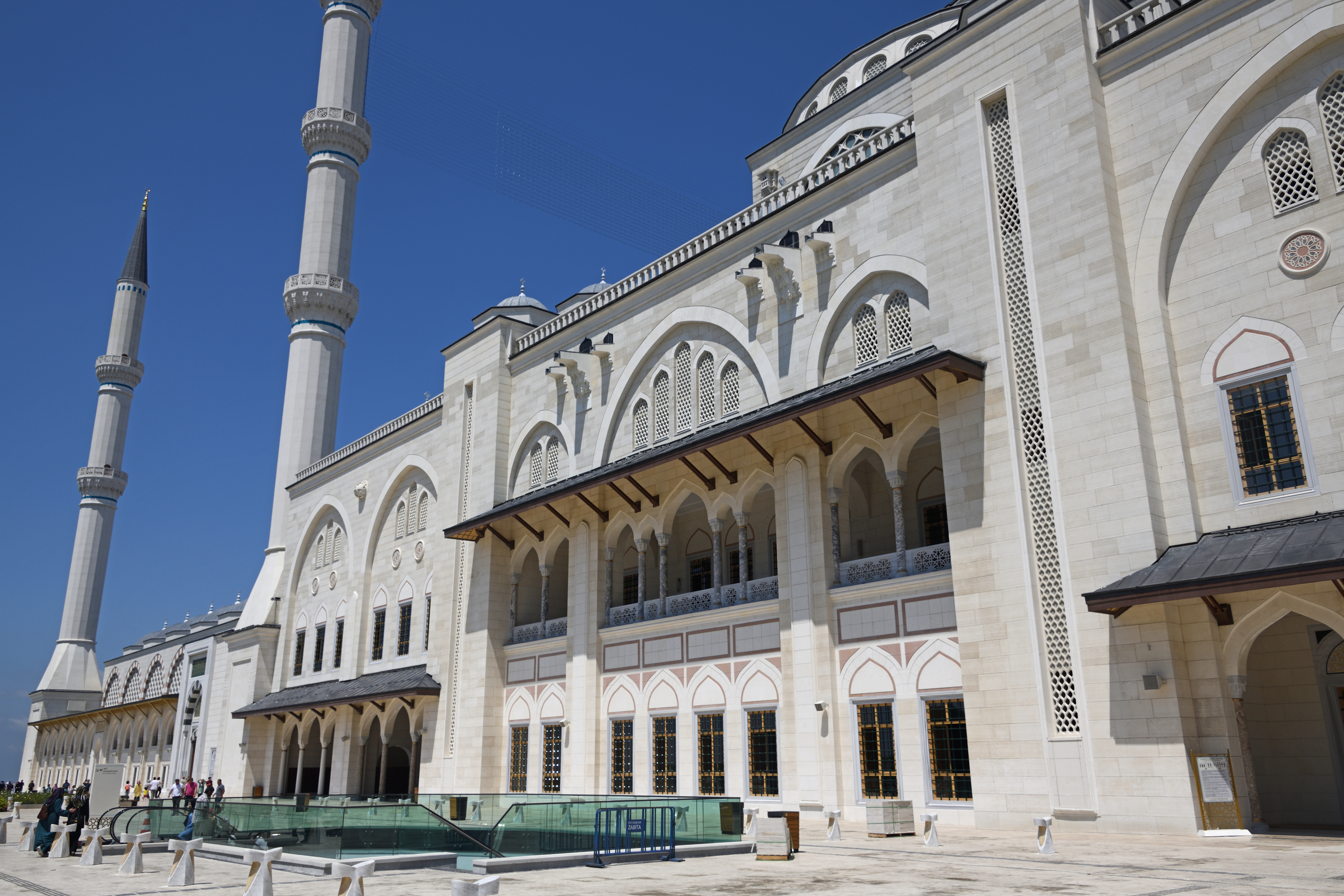
الجانب الغربي
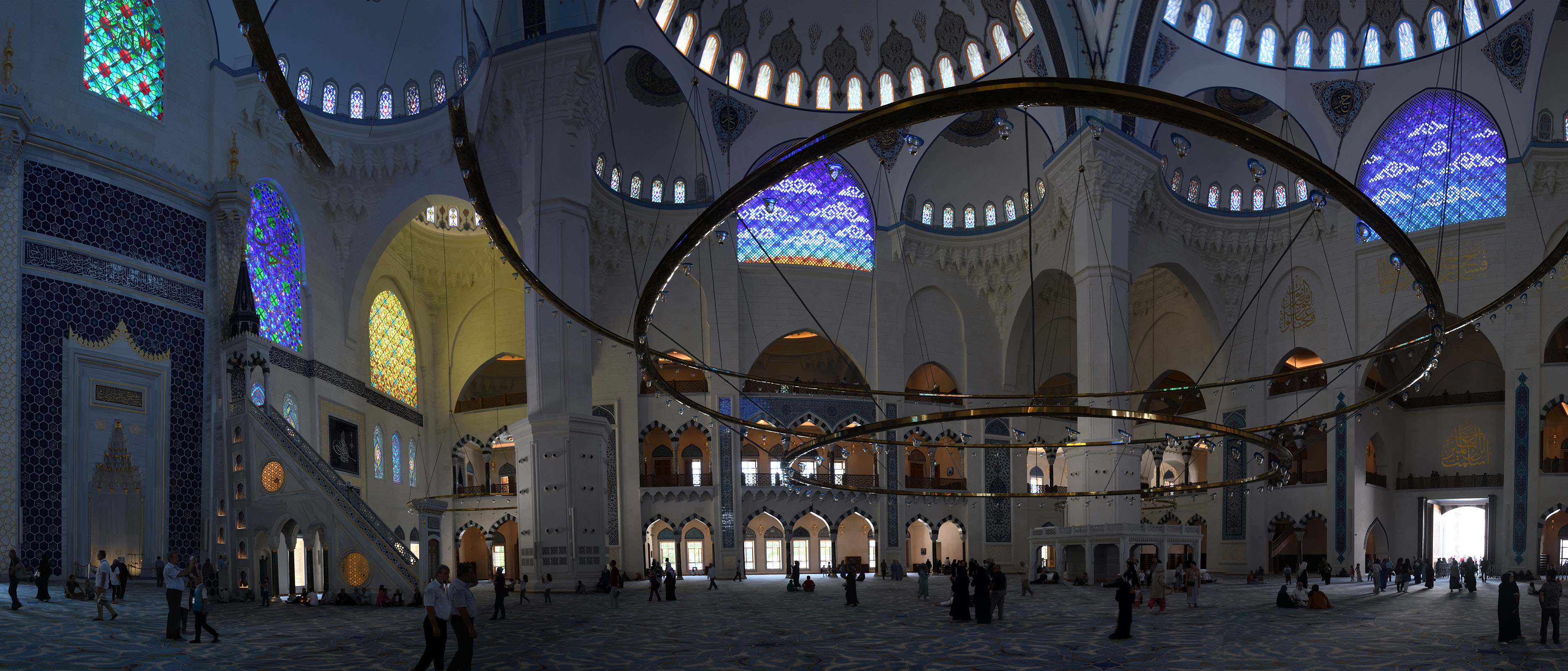
المسجد من الداخل
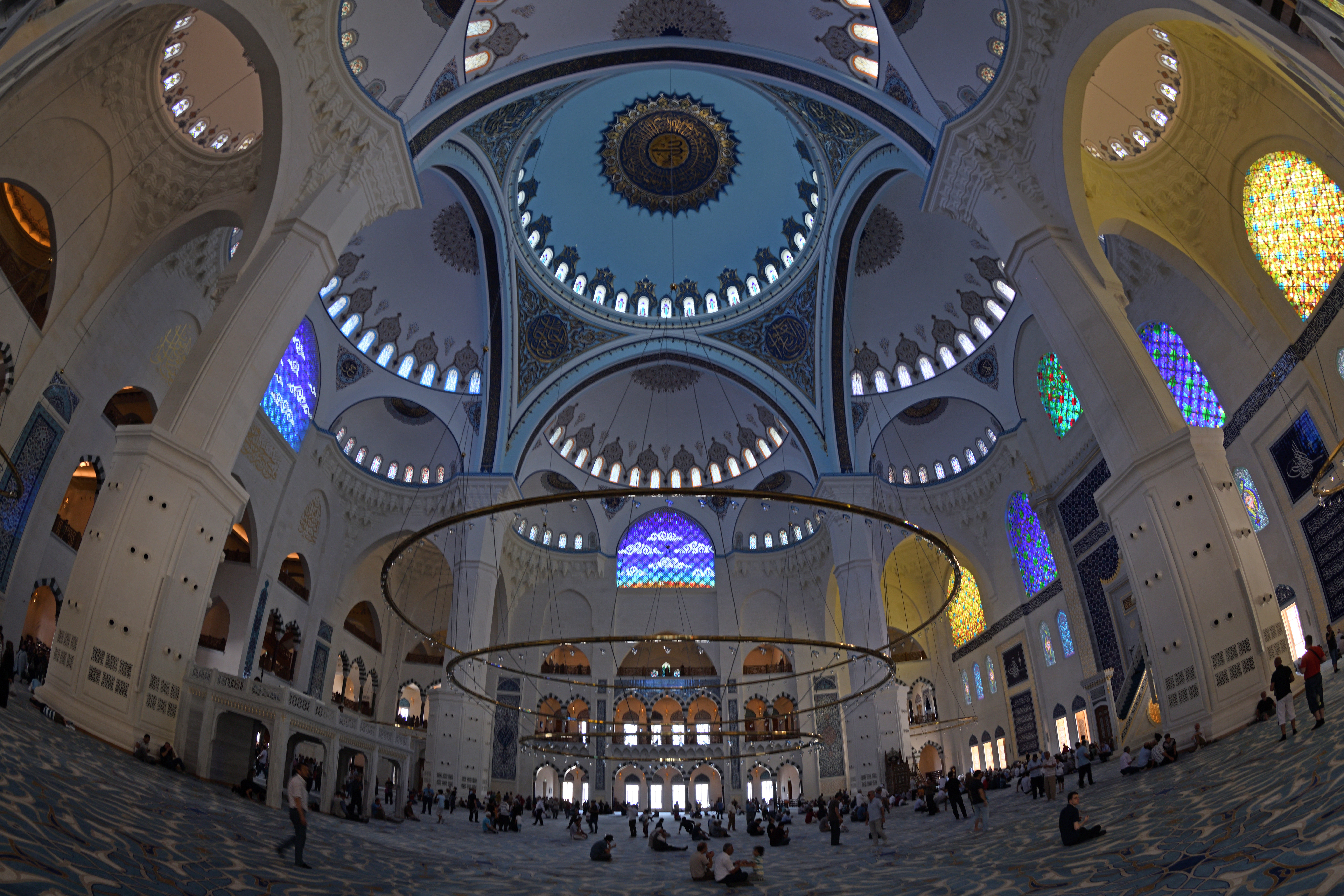
الزخرفة الداخلية
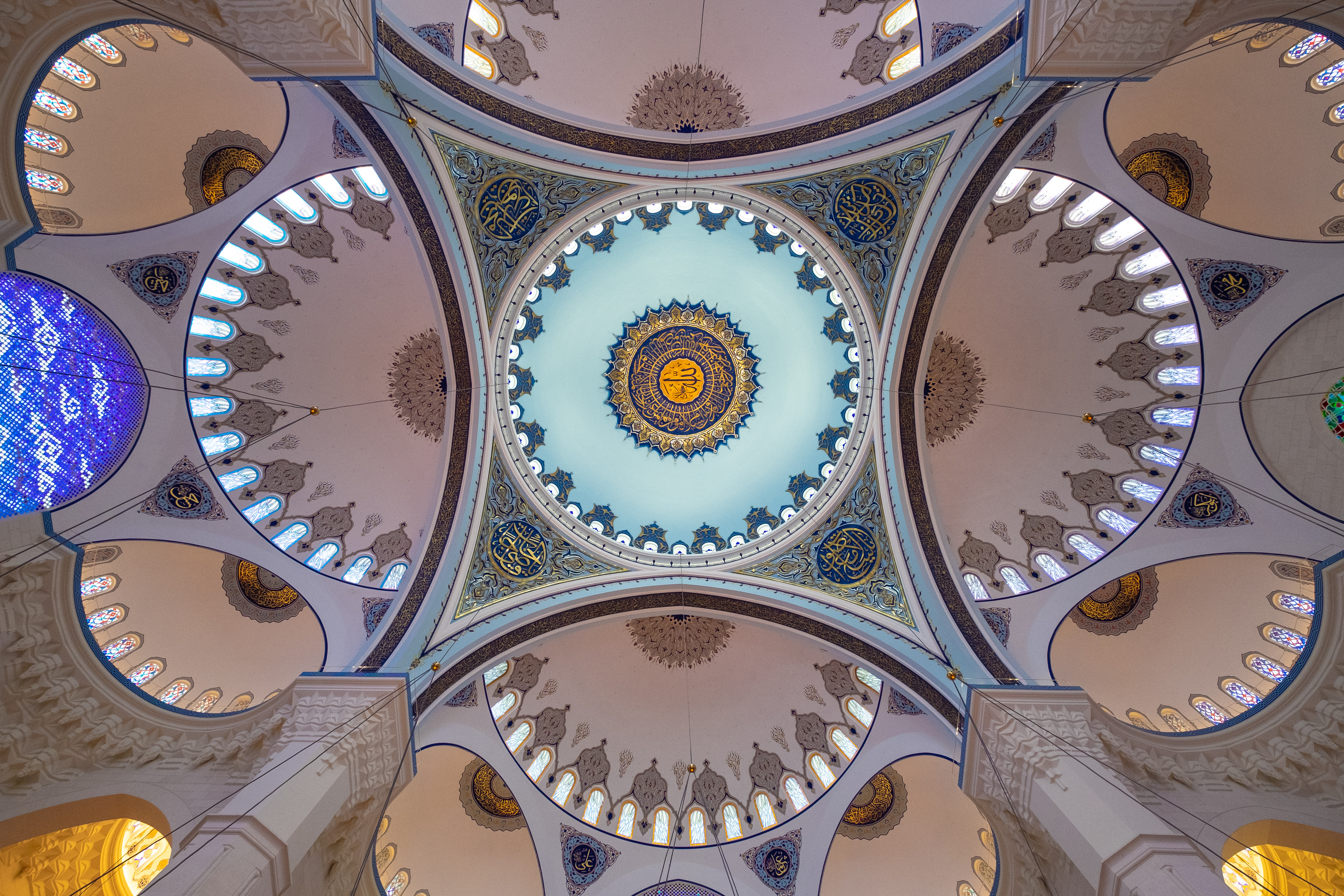
القبة من الداخل
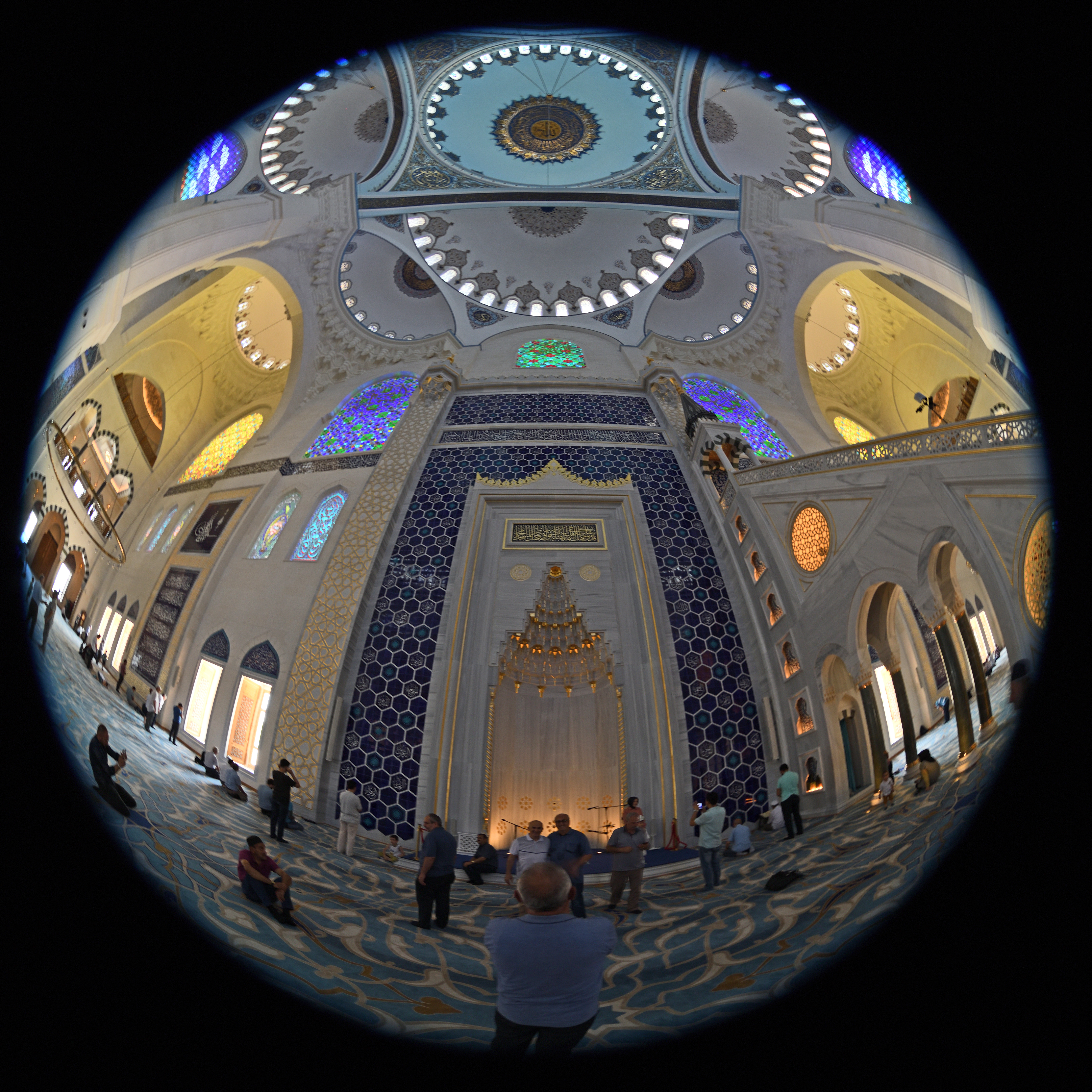
المحراب
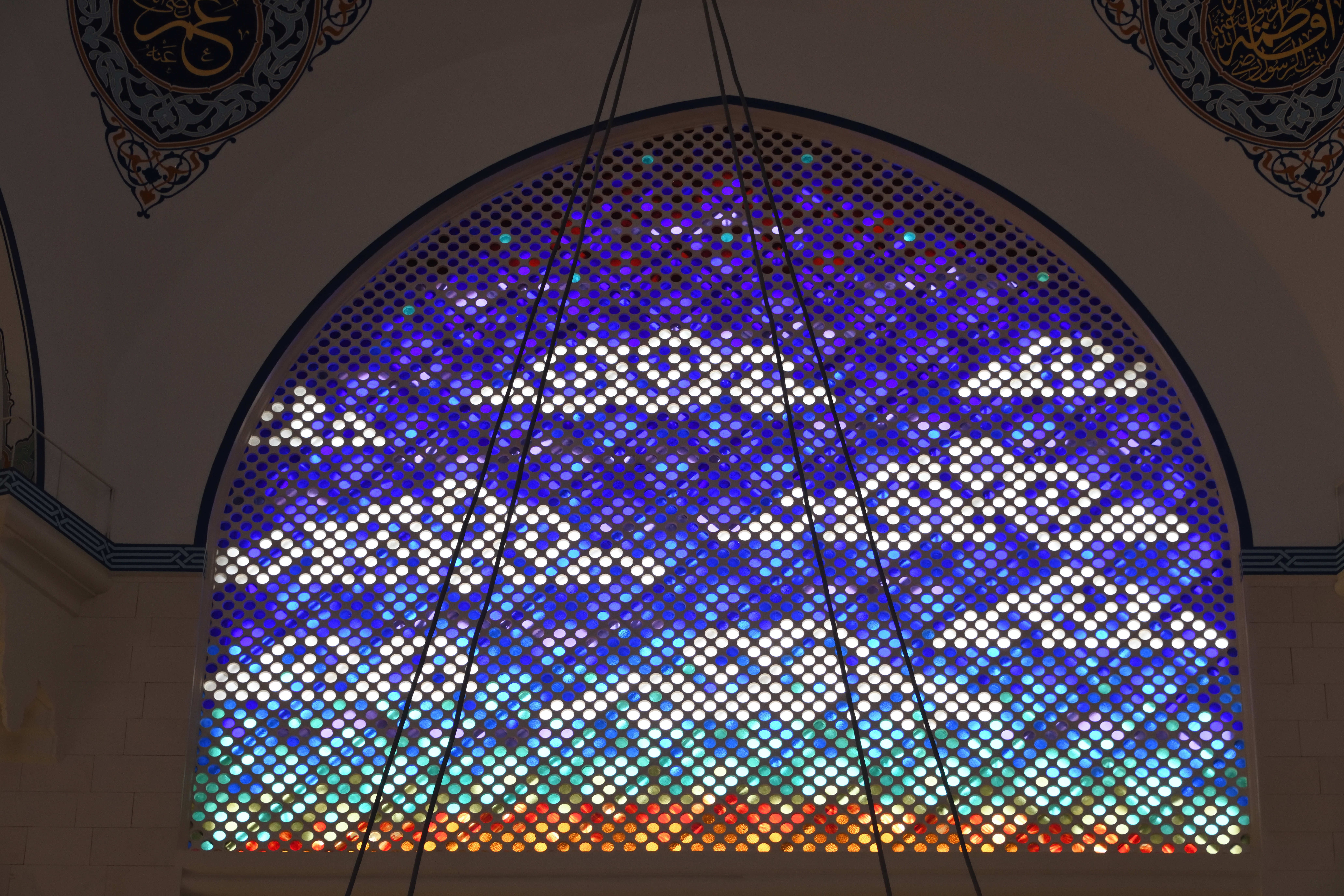
النوافذ
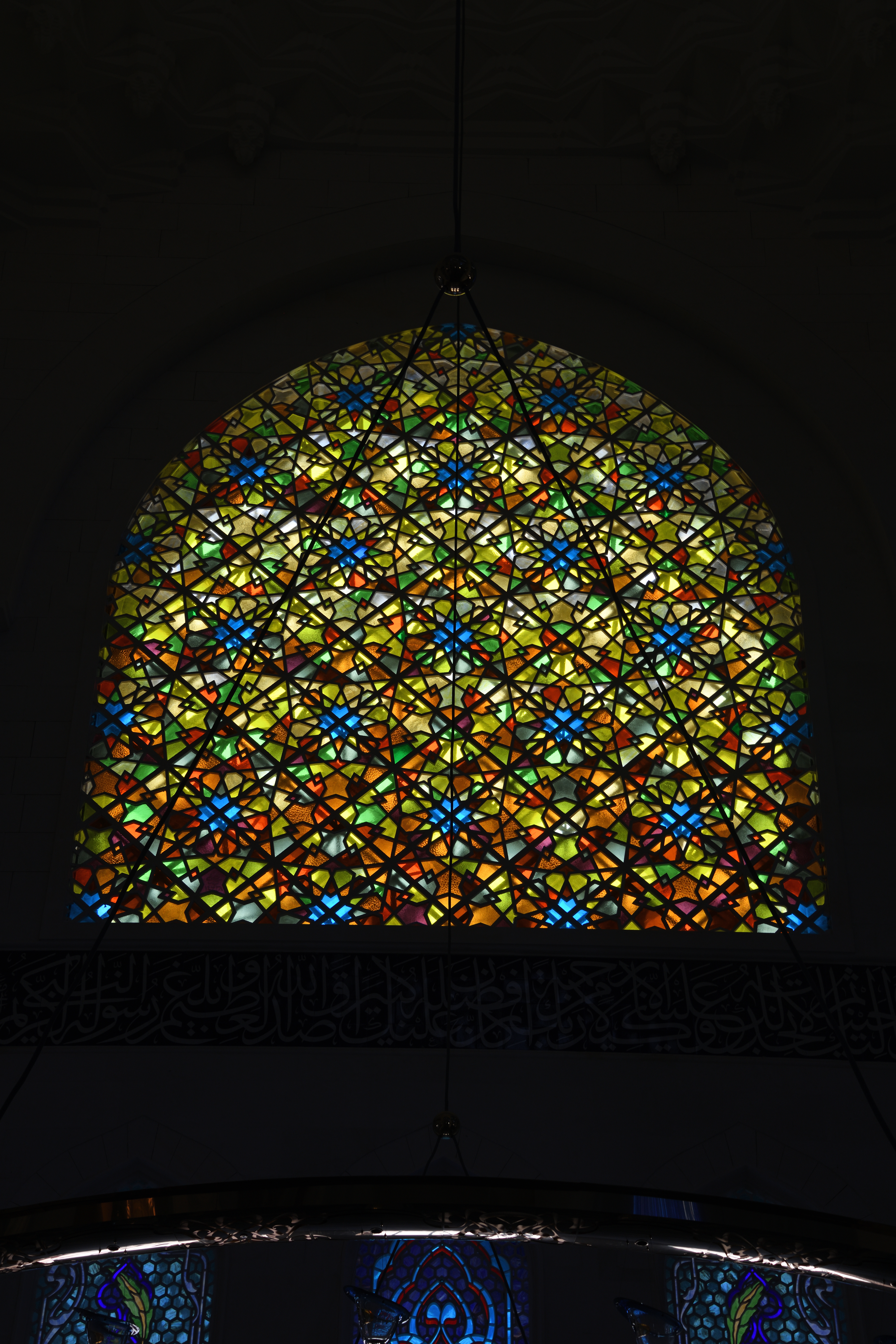
النوافذ الصغرى
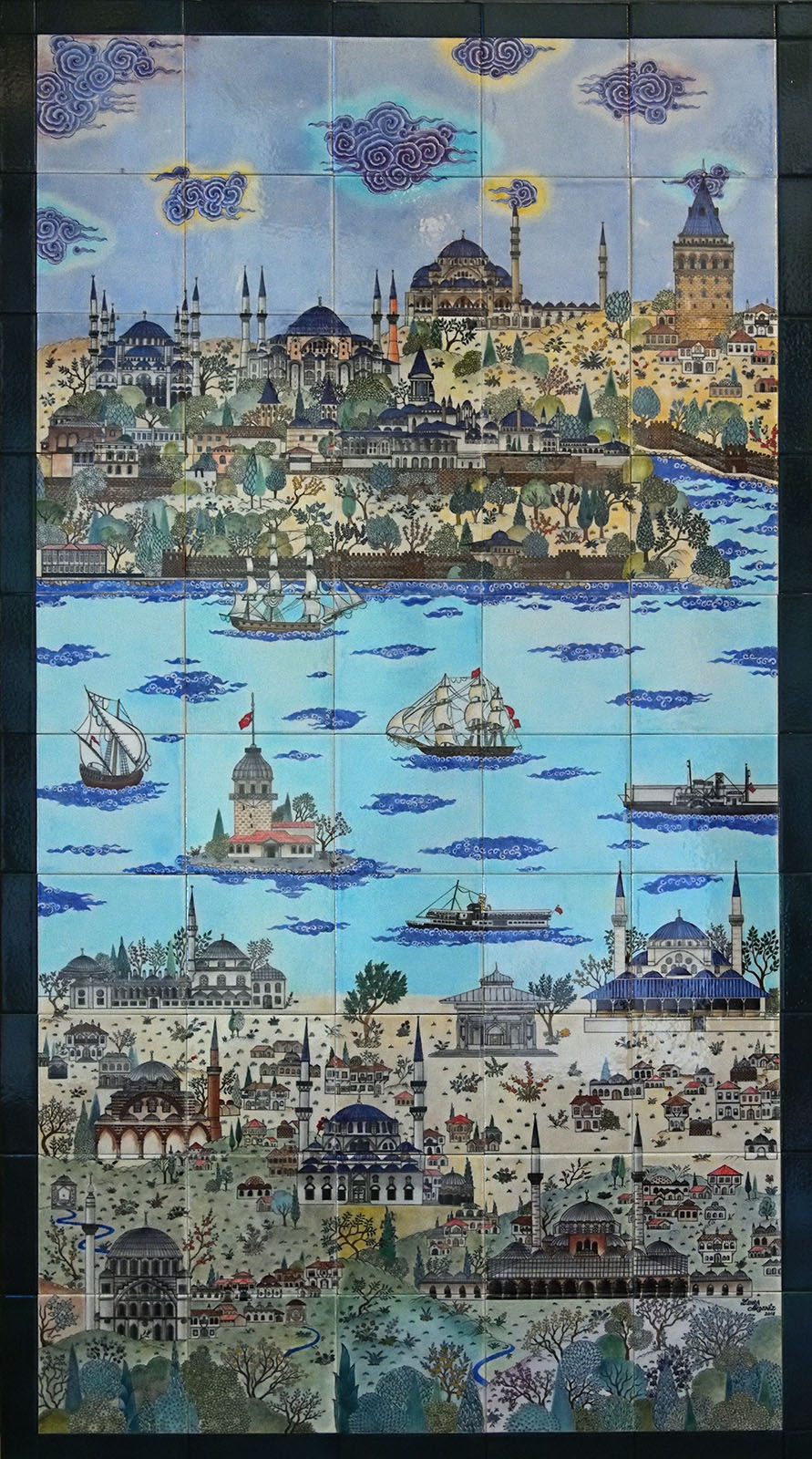
لوحة تاريخية
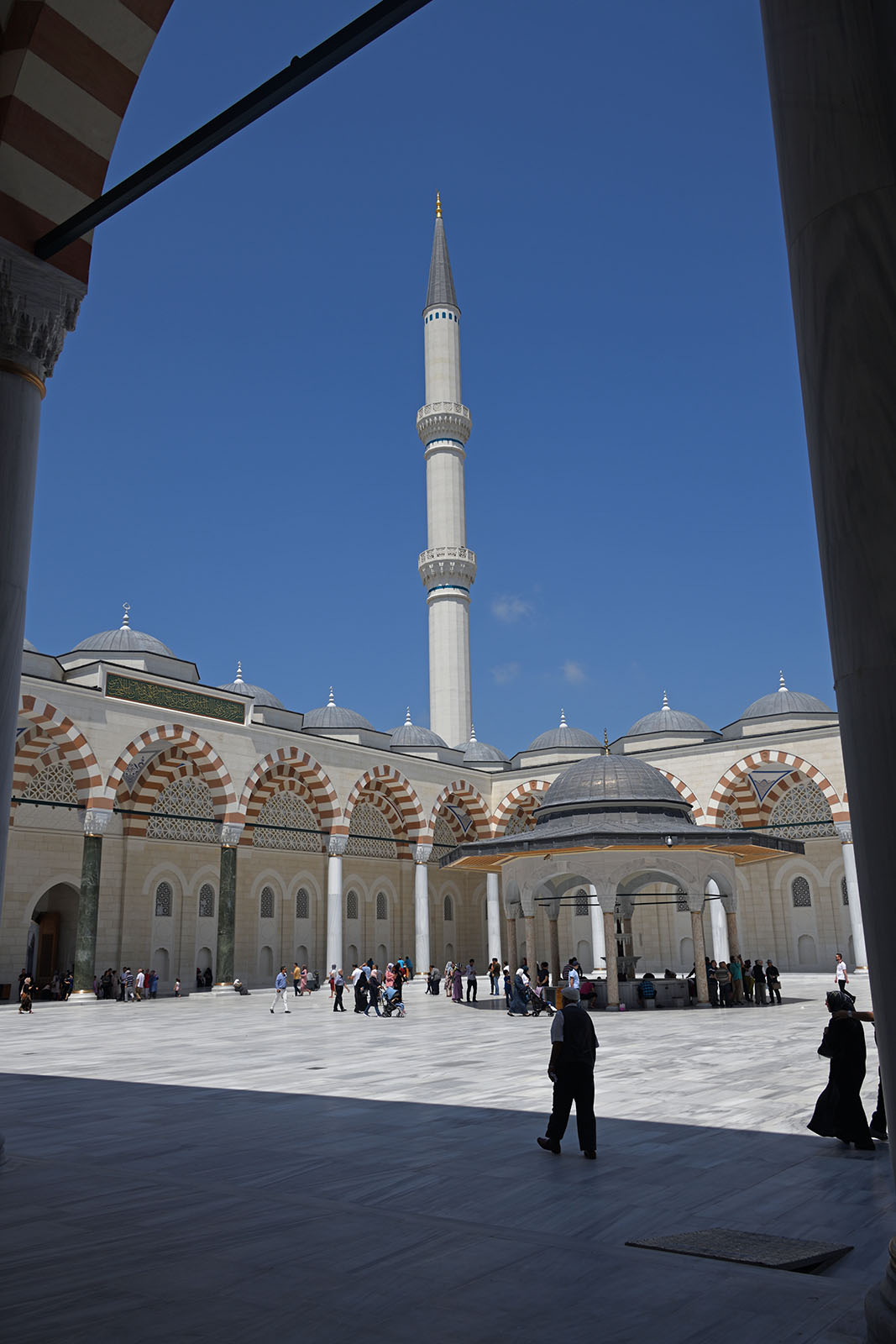
الفناء
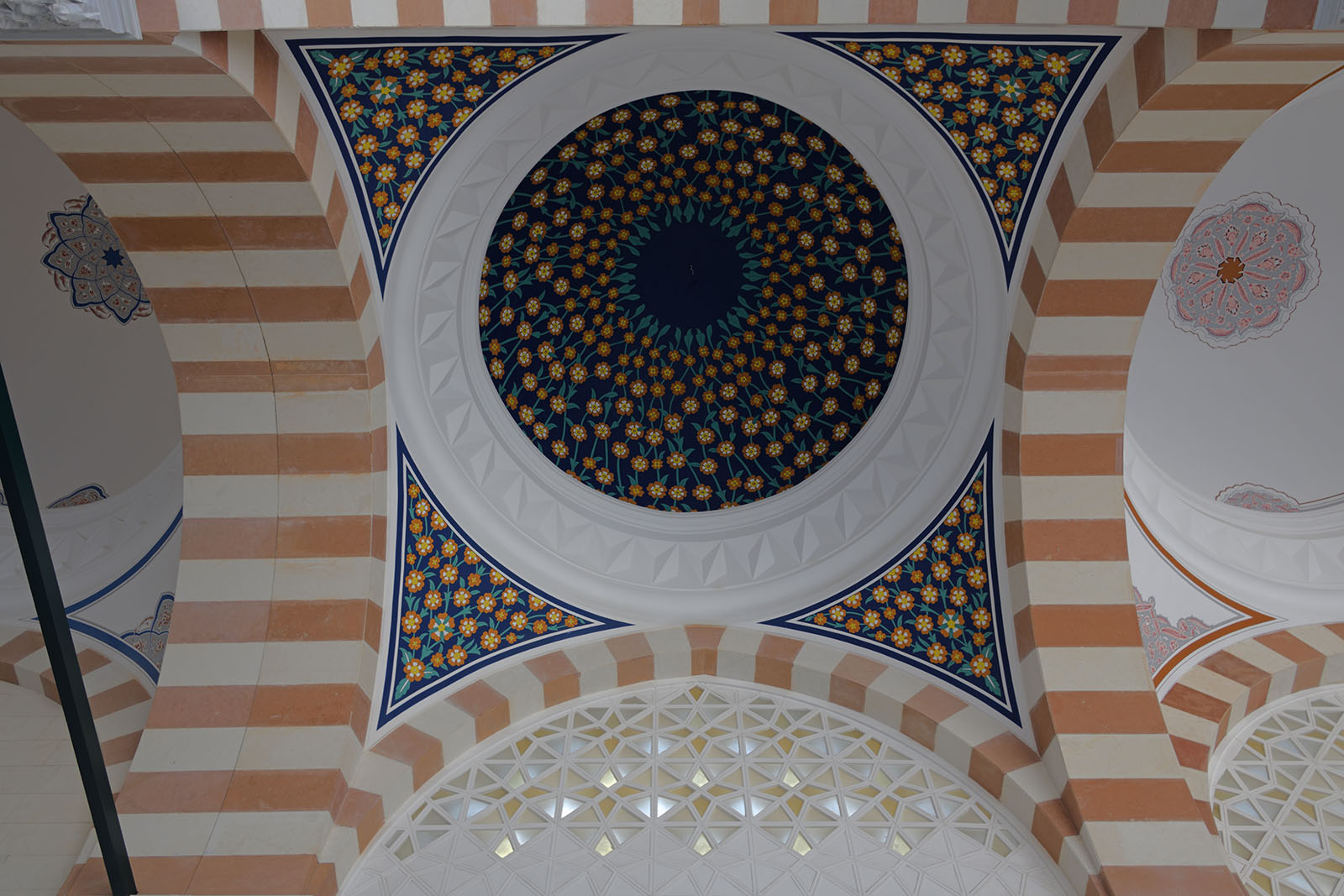
زخرفة في الفناء
منظر من الجانب الشمالي للمنصة

## الملاحظات
1. ↑  نسبةً إلى الهضبة التي تحمل نفس الاسم، تسمى الأخيرة بالتركية العثمانية «چاملیجه».